# 陇中片
隴中片是中原官話西陲分支，分布於甘肅東南，以天水為中心。東南北三面被秦隴片包圍，西有河州片，西北為蘭銀官話區，西南方開始進入安多。
隴中片分布於甘肅省天水市（不含說秦隴片的甘谷縣與武山縣）、定西市（市區、通渭縣、臨洮縣）、白銀市（平川區、會寧縣）、臨夏回族自治州位於黃河以東地帶（康樂縣、和政縣、永靖縣），以及平涼轄下的莊浪縣、靜寧縣；在寧夏回族自治區分布於海原、西吉、隆德三縣；在青海分布於民和縣、樂都縣、同仁縣、循化撒拉族自治縣及大通回族土族自治縣。